# Aphagea
Aphagea o Rhabdomonadida es un grupo de protistas euglenoideos que se caracterizan por carecer de cloroplastos y de aparato de ingestión, por lo que su alimentación es por osmotrofia. Presentan uno o dos flagelos emergentes y carecen de mancha ocular.